# Christl Ditfurth
Christina von Ditfurth detta Christl Ditfurth (Lebring, 15 aprile 1943) è un'ex sciatrice alpina austriaca.

## Biografia

### Carriera sciistica
Sciatrice polivalente, entrò nella nazionale austriacanel 1960, a diciassette anni, e debuttò in campo internazionale in occasione del Critérium de la première neige di quell'anno (Val-d'Isère, 16-18 dicembre), dove si classificò 31ª nella discesa libera e non completò lo slalom speciale. Nelle stagioni 1962-1963 e 1963-1964 non gareggiò; tornò alle competizioni nel gennaio del 1965 e nel 1966 si piazzò 4ª nello slalom gigante delle SDS-Rennen (Grindelwald, 12 gennaio), suo miglior risultato internazionale in carriera, e vinse la medaglia di bronzo nello slalom speciale alla IV Universiade invernale di Sestriere 1966.
Nel 1967 gareggiò nella prima stagione della Coppa del Mondo: esordì nella seconda gara del circuito femminile, lo slalom gigante di Oberstaufen dell'8 gennaio (24ª), conquistò il miglior risultato il 19 gennaio a Schruns in slalom speciale (16ª) e prese per l'ultima volta il via il 3 marzo a Sestriere in discesa libera (25ª). Disputò la sua ultima gara il giorno successivo nella medesima località, lo slalom speciale del trofeo Arlberg-Kandahar non valido per la Coppa del Mondo, chiuso dalla Ditfurth al 15º posto; l'anno dopo chiuse la carriera alla V Universiade invernale di Innsbruck 1968, dove vinse la medaglia d'argento nella discesa libera e quella di bronzo nello slalom speciale e nella combinata. Non prese parte a rassegne olimpiche o iridate.

### Altre attività
Dopo il ritiro la Ditfurth si trasferì in Australia e quindi in Giappone, dove lavorò come maestra di sci, come responsabile marketing dell'azienda di attrezzatura sportiva Tyrolia e come giornalista sportiva.

## Palmarès

### Universiadi
- 4 medaglie:
  -  1 argento (discesa libera a Innsbruck 1968)
  -  3 bronzi (slalom speciale a Sestriere 1966; slalom speciale, combinata a Innsbruck 1968)[senza fonte]

### Campionati austriaci
- 1 medaglia:
  -  1 bronzo (slalom speciale nel 1967)[senza fonte]

## Pubblicazioni
- (DE) Christina von Ditfurth, Die Welt Ist Meine Heimat, Nordestedt: Books on Demand, 2003. URL consultato il 31 maggio 2023.